# Classe K VIII
La classe K VIII est une classe de trois sous-marins construite pour la marine royale néerlandaise et utilisé pour le service colonial dans les Indes orientales néerlandaises. Construits entre les deux guerres, les trois navires ont été utilisés au début de la Seconde Guerre mondiale. 
Pendant la guerre, le HNLMS K IX a été transféré à la Royal Australian Navy et renommé K9.

## Conception
La conception des navires est due à l'ingénieur néerlandais J.J. van der Struyff et était destinée aux patrouilleurs des Indes orientales néerlandaises. Tous les navires de cette classe ont été construits par le chantier naval Koninklijke Maatschappij De Schelde à Flessingue.

## Caractéristiques techniques
Les navires de la classe K VIII avaient une dimension de (L) 64,41 mètres × (l) 5,6 mètres × (h) 3,55 mètres, avec un déplacement standard de 520 tonnes. À pleine charge, les navires avaient un déplacement de 583 tonnes au-dessus de l'eau et de 810 tonnes sous l'eau. Les navires étaient équipés de deux moteurs diesel M.A.N. deux temps de 900 chevaux (HNLMS K VIII) ou de moteurs Sulzer deux temps de 775 chevaux (HNLMS K IX et HNLMS K X). Les deux moteurs électriques de 200 ch tirent leur énergie des 132 cellules de batterie, qui peuvent fournir 4 350 Ah pendant trois heures. En surface, les navires avaient une vitesse maximale de 16 nœuds et sous l'eau de 8 nœuds. La portée maximale au-dessus de l'eau de 3 500 milles nautiques à une vitesse de 11 nœuds et sous l'eau de 25 milles nautiques à une vitesse de 8 nœuds. Une fois sous l'eau, les navires ont pu plonger en toute sécurité jusqu'à une profondeur de 50 mètres. 

## Armement
Les navires de la classe K VIII étaient équipés de deux tubes lance-torpilles de 450 mm (17,7 pouces) à l'avant et de deux tubes lance-torpilles de 450 mm à l'arrière. Au total, les navires pouvaient transporter 10 torpilles, donc tous les tubes étaient chargés et six torpilles à recharger pour tous les tubes. Tous les navires de la classe K VIII, les torpilles suivantes ont été utilisées : la III 45 de 450 mm. En plus des torpilles, les navires étaient équipés pour les attaques et défenses en surface de 1 canon de 8,8 cm (Bofors) et 1 mitrailleuse de 12,7 mm (½").

## Construction
| Nom                  | Pose de la quille | Lancement        | Commission                                                            | Fin de service                                                           |
| -------------------- | ----------------- | ---------------- | --------------------------------------------------------------------- | ------------------------------------------------------------------------ |
| K VIII               | 3& octobre 1917   | 28 mars 1922     | 15 septembre 1922                                                     | 15 juillet 1942                                                          |
| K IX renommé HMAS K9 | 1er mars 1919     | 23 décembre 1922 | 21 juin 1923 (Marine néerlandaise) 22 juin 1943 (Marine australienne) | 15 juillet 1942 (Marine néerlandaise) 31 mars 1944 (Marine australienne) |
| K X                  | 1er novembre 1919 | 2 mai 1923       | 24 septembre 1923                                                     | 2 mars 1942                                                              |